# Ring III
| KEHÄ RING | III |

| 103 |

| 50 | E18 |

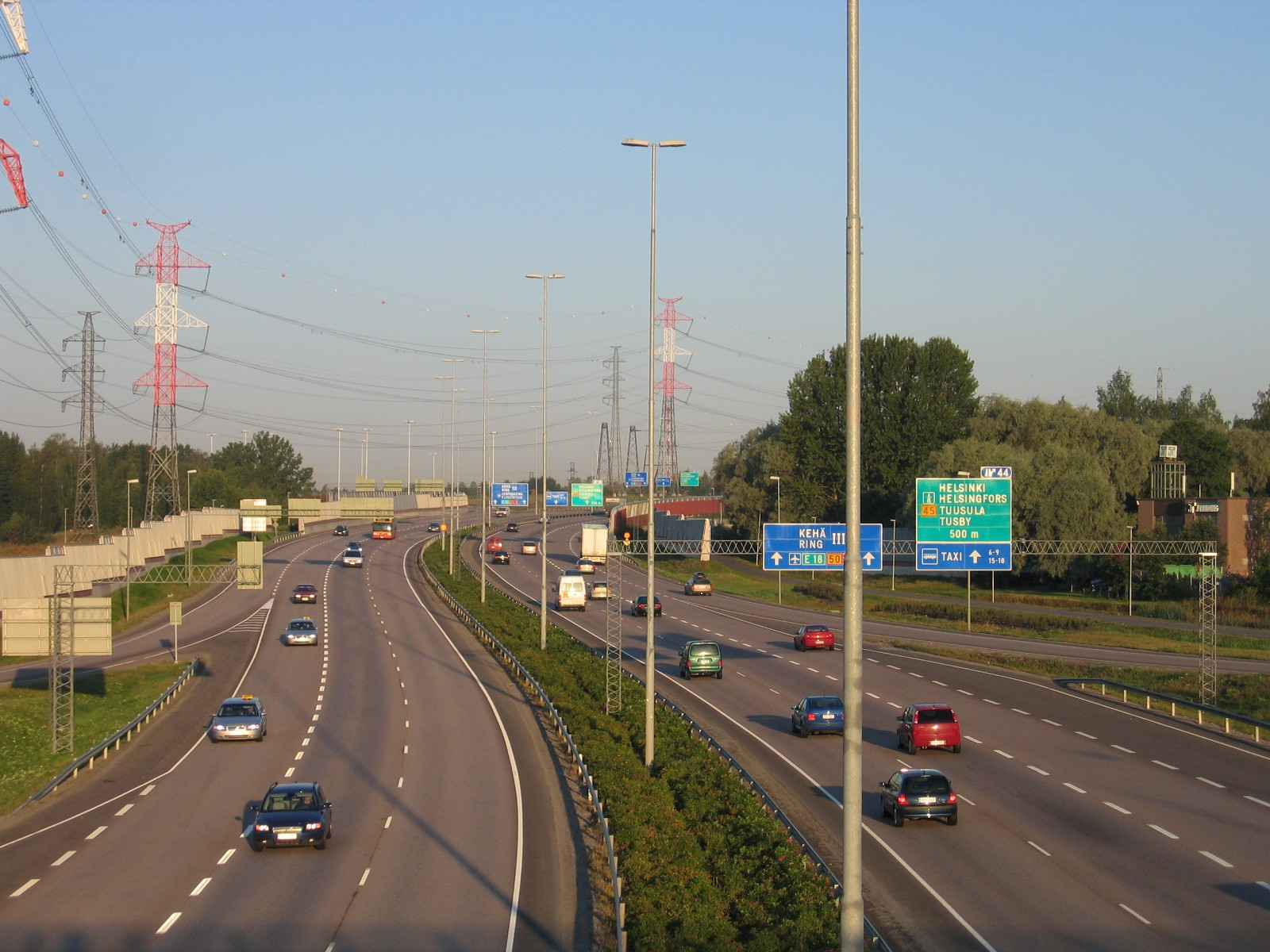
Ring III vid Tusbyledens anslutning

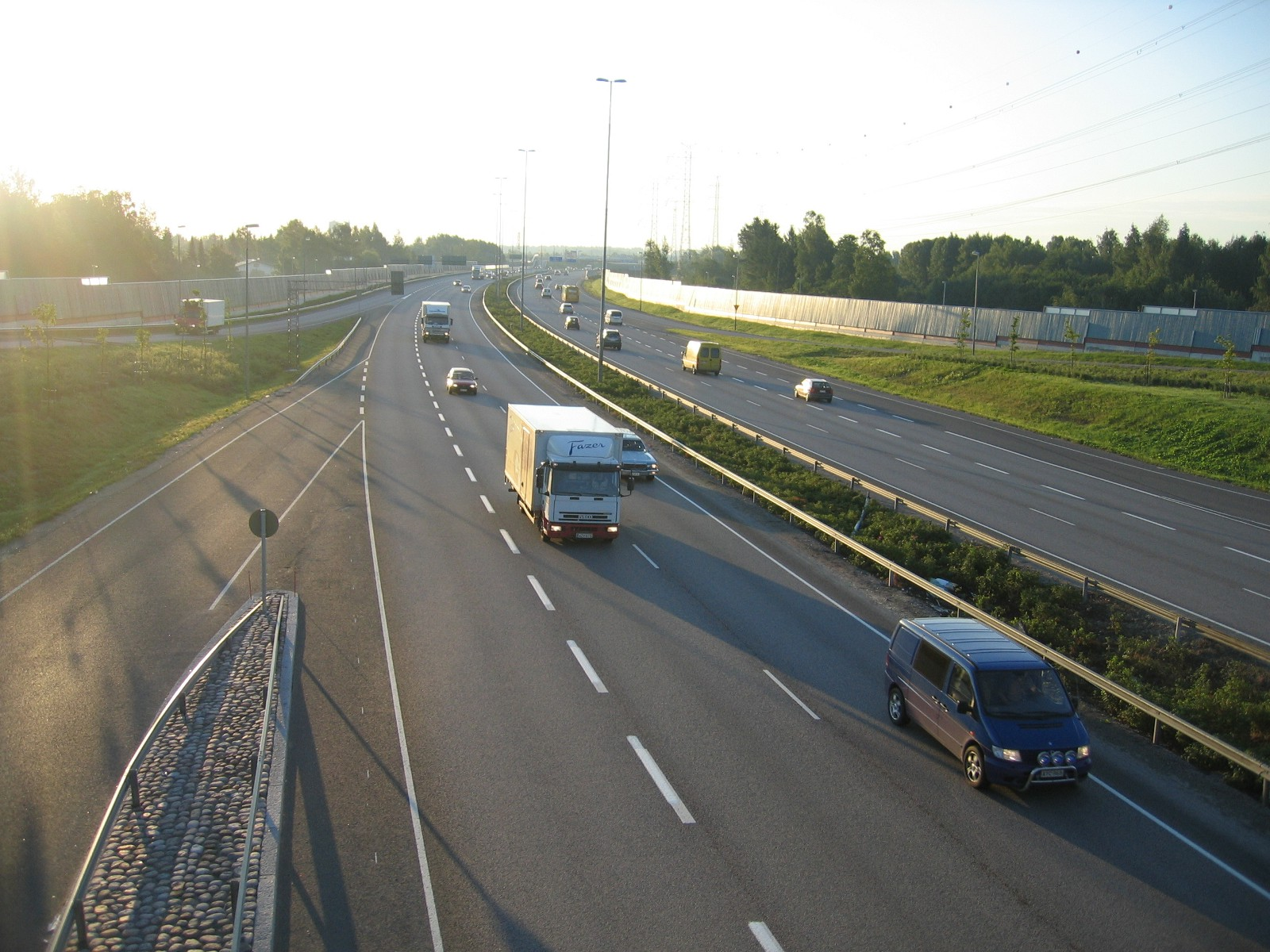
Ring III mot Dickursby

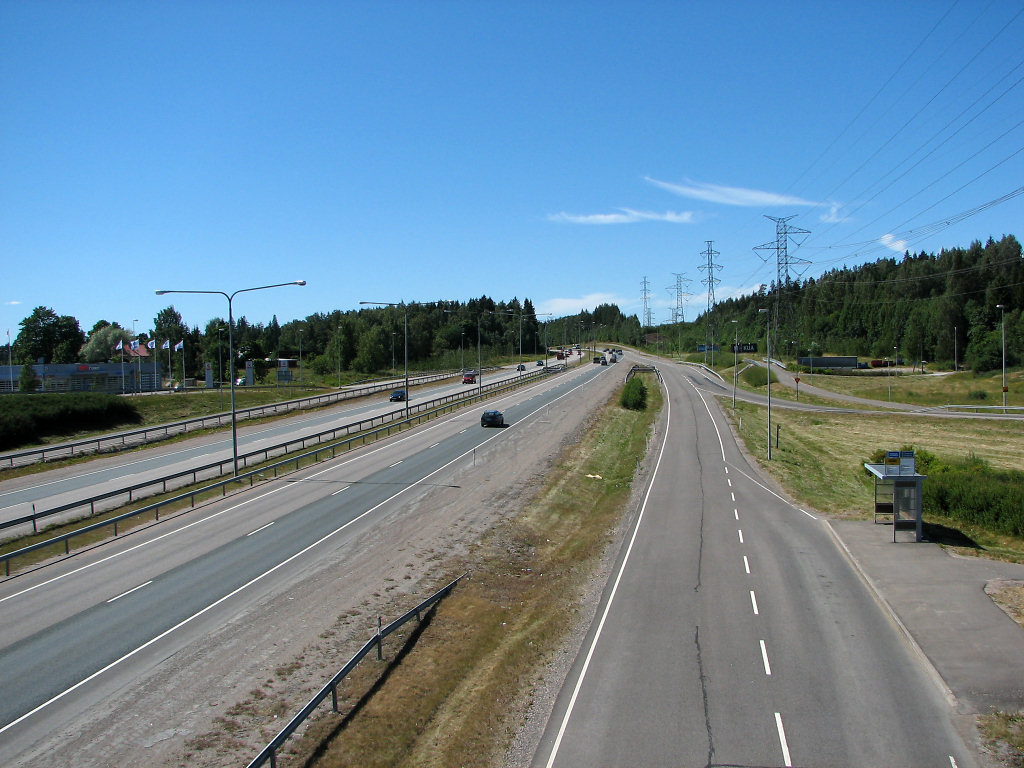
Ring III vid Stubbacka

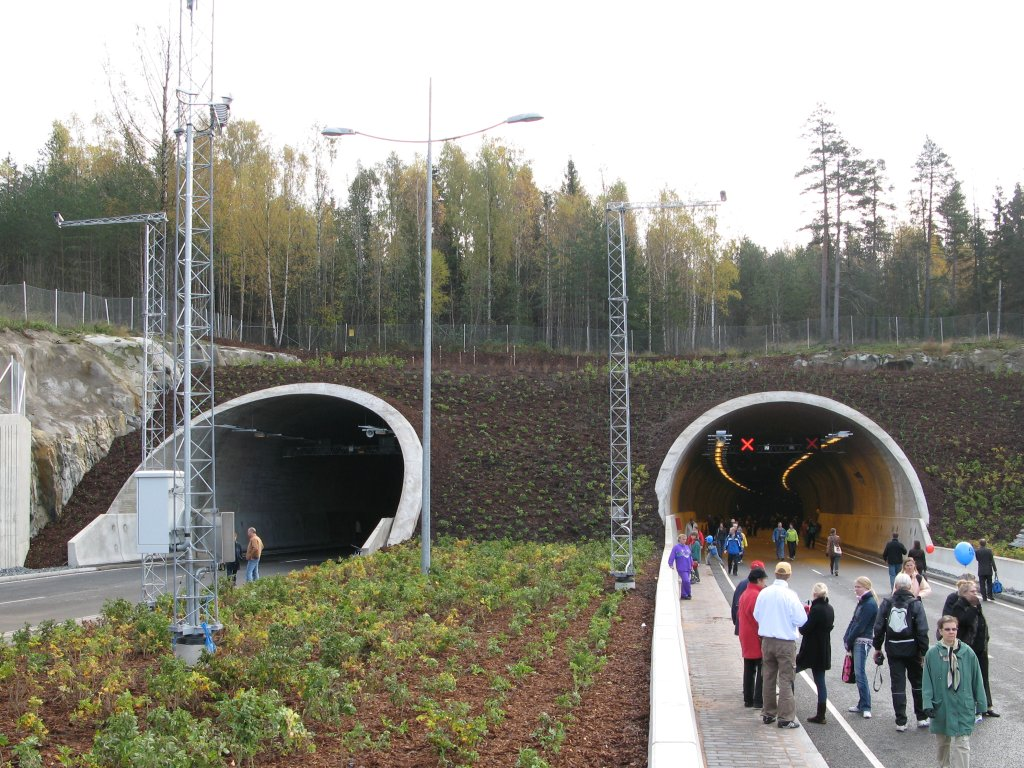
Borgarstrandsvikens tunnel två dagar före ibruktagning i oktober 2007

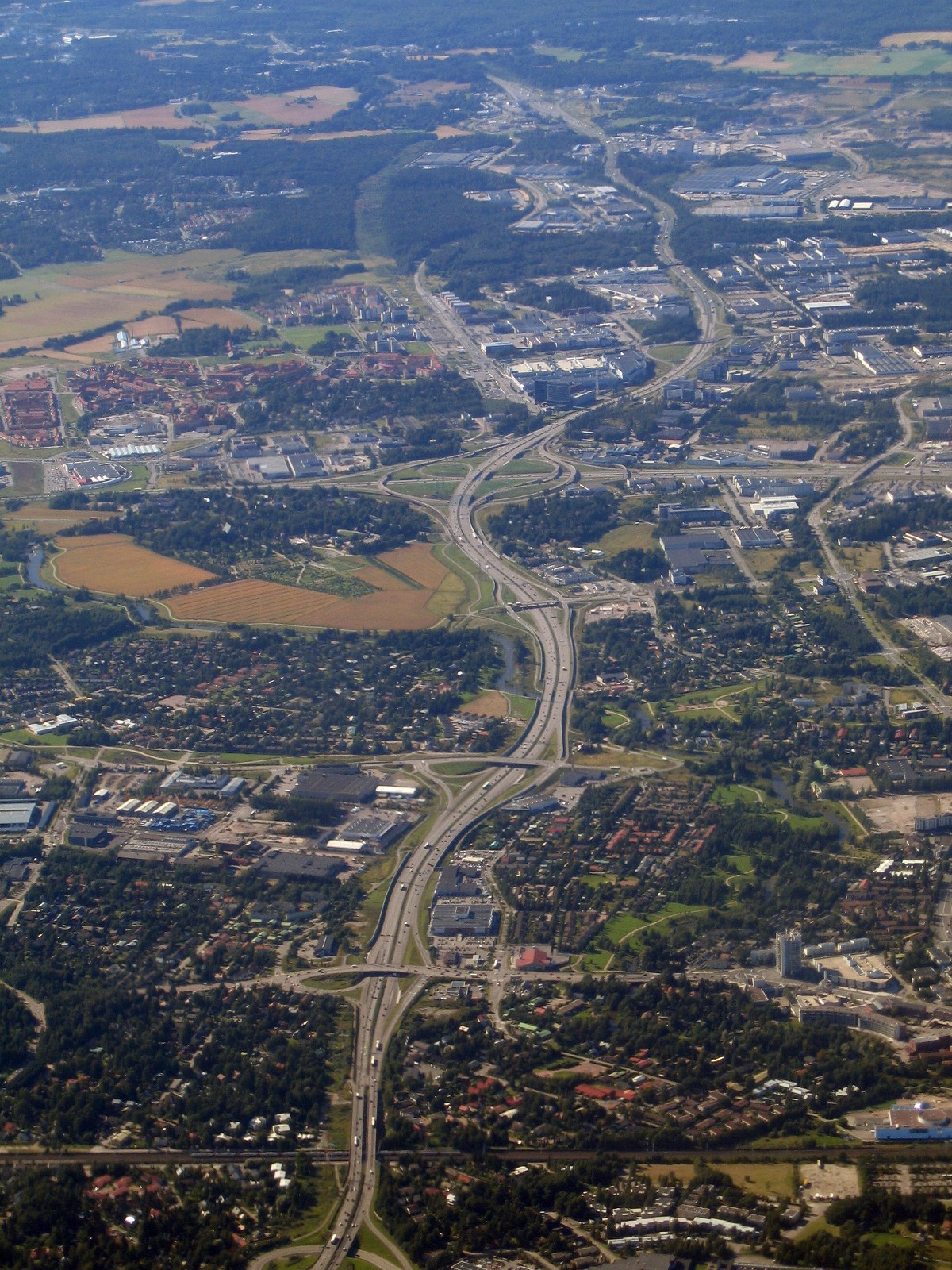
Ring III från luften. Stambanan i förgrunden, Tusbyledens korsning i mitten

Ring III, finska Kehä III, Stamväg 50, är en 50 km lång omfartsled norr om Helsingfors.
Vägen sträcker sig från Hangövägen (Stamväg 51) 26 km västerom Helsingfors till Österleden (Regionalväg 170) 15 km österom staden och går genom fyra kommuner: Kyrkslätt, Esbo, Vanda och Helsingfors. Ring III binder samman samtliga infartsleder till Helsingfors och började byggas år 1962 som en vanlig landsväg. Idag har stora delar av vägen två körfält, men motorvägsstatus har den inte. E18 som går via Åbo och Helsingfors till Sankt Petersburg löper under 33 km längs Ring III förbi Helsingfors.
Vid Ring III ligger bland annat Helsingfors-Vanda flygplats samt stadscentra och de medeltida kyrkorna i Esbo och Vanda. Vid vägen ligger stormarknader och många bil- och möbelaffärer. Till exempel ligger Helsingfors båda IKEA vid varsin ända av Ring III.
I dagligt tal sägs ofta att landsbygden i Finland börjar utanför "Ring trean", ibland skämtsamt kallad "Varggränsen".

## Historia
Ringvägen byggdes år 1962-1965 mellan Bemböle och Västersundom och fortsättningen till Jorvas blev klar år 1968. Till en början var vägen en tvåfilig landsväg med plankorsningar. Trafiken växte dock mycket kraftigt och speciellt korsningarna med Helsingfors utfartsvägar utgjorde rena dödsfällor. Därför hade alla korsningar med utfartslederna byggts om till planskilda i början av 1970-talet. Ringvägen har under nästan hela sin existens varit föremål för grundförbättringar eftersom trafiken ökat hela tiden.
I mitten av 1970-talet blev vägen fyrfilig mellan Dickursby och Flygfältsvägen och 10 år senare hade vägen fyra filer ända fram till Vichtisvägen. I slutet av 1980-talet fick Ring III en ny linjedragning i Morby då vägen flyttades att gå en kilometer längre västerut. Samma sträcka byggdes om kort senare då ringvägen fick fyra filer fram till Gumböle avtag i medlet av 1990-talet. På 1980-talet blev Ring III fyrfilig fram till Lahtisleden och på 1990-talet till Borgåleden. År 2006 och 2007 blir de sista sträckorna i Ring III:ans östra del fyrfliliga då vägen förlängs till Nordsjö hamn. I början av 2000-talet gjordes stora förbättringsarbeten på sträckan Dickursby–Flygfältsvägen då vägen blev 6-filig och Tusbyledens korsning byggdes om till en enorm systemanslutning.
Då vägen byggdes hette den helt enkelt Ringvägen, men då planeringen av de andra ringvägarna kom igång började namnet orsaka viss förvirring. Därför började man kalla Ringvägen för Ring III från och med 1972. Samtidigt tog man bort skyltar till olika orter och skyltade endast "Ring III västerut" och "Ring III österut". I Europavägsreformen i början på 1990-talet drog man E18 längs med Ring III, då dess föregångare E3 gått längs med Ring I. Den senaste utvidgningen skedde i oktober 2007 då Ring III förlängdes med 2 km i öster, för att nå Helsingfors nya storhamn, Nordsjö hamn. Ring III blev därefter en ännu viktigare led för godstrafiken i Helsingforsregionen.
En så kallad snabbförbättring genomfördes 2009–2011 på avsnittet Tavastehusleden–Backas anslutning. Det var frågan om en nerbantad version av en större vägförbättring som snabbt kunde lösa de värsta trafikproblemen. I projektet ingick att bli av med trafikljuskorsningar genom att bygga en ny planskild anslutning vid Bergpassvägen och att bygga om Tavastehusvägens anslutning, som delvis var trafikljusstyrd. Senare utökades projektet med att delvis räta ut ringvägens sträckning och bygga en anslutning vid Kvarnbacka 2010–2012 i samband med byggandet av den nya Ringbanan, som korsar Ring III på denna plats.

## Projekt
Ring III ska uppgraderas till motorvägsstandard på hela E18:s sträckning. Det största resterande projekten gäller sträckorna Gammelgård–Vandaforsen, Vandaforsen–Flygfältsvägen och Lahtisleden–Borgåleden. Kostnaderna är beräknade till 215 miljoner euro enligt Trafikledsverket.

## Avfarter
Avfartsnumrering används på Europaväg 18, men skyltas inte på alla ställen.

Avfarter från väster: